# HD 186756
HD 186756，又名CP-53 9678，SAO 246277、HR 7521，是一颗恒星，视星等为6.25，位于銀經345.27，銀緯-29.79，其B1900.0坐标为赤經19h 41m 8.4s，赤緯-53° -29.79′ 59″。